# Suzanne Chaisemartin
Pour les articles homonymes, voir Chaisemartin.
Suzanne Chaisemartin, née le 7 février 1921 à Choisy-le-Roi (Seine) et morte le 8 juillet 2017, à Paris 15e, est une organiste, concertiste et pédagogue française.

## Biographie
Née d’un père architecte et d’une mère pianiste, elle est initiée au piano par sa sœur aînée (Premier Prix de piano dans la classe d’Yves Nat). Elle poursuit avec Madame Chaumont, tout en obtenant une 1re médaille de solfège dans la classe de Madame Massait au Conservatoire national supérieur de musique de Paris.
Présentée à Marcel Dupré en 1939, elle étudiera en privé avec lui avant de remporter un premier prix d’orgue et d’improvisation au CNSM de Paris en 1947.
Aussitôt ses études terminées, Suzanne Chaisemartin commence une carrière de concertiste qui l’amènera un peu partout en Europe et aux États-Unis. Elle donnera plus de 900 récitals d’orgue. Elle a été également soliste à Radio France.
Nommée en 1949 titulaire du grand orgue Barker / Cavaillé-Coll de l’église Saint-Augustin de Paris, succédant à André Fleury, elle y est nommée titulaire honoraire après sa retraite en 1997.
Au début de sa carrière, elle remplaça souvent à la tribune de Saint-Sulpice son maître Marcel Dupré durant ses nombreuses tournées à l’étranger. Par la suite, elle se fera entendre de nombreuses fois à la même tribune prestigieuse.
Suppléante en 1955 de Rolande Falcinelli au Conservatoire national supérieur de musique de Paris, elle y devient professeur assistante à partir de 1971 jusqu’en 1986.
Suzanne Chaisemartin enseigna également à l’École normale de musique de Paris (1956) et au Conservatoire national de région de Dijon, de 1971 à 1989.

## Décorations
- Chevalier de la Légion d'honneur
- Chevalier de l'ordre national du Mérite
- Officier de l'ordre des Arts et des Lettres
- Chevalier de l'ordre des Palmes académiques

## Discographie
Suzanne Chaisemartin a réalisé de nombreux enregistrements discographiques consacrés principalement à Bach, Mendelssohn, Schumann, Liszt, Brahms, Guilmant, Widor, Gigout, Dupré et Langlais.